# Świebodzin

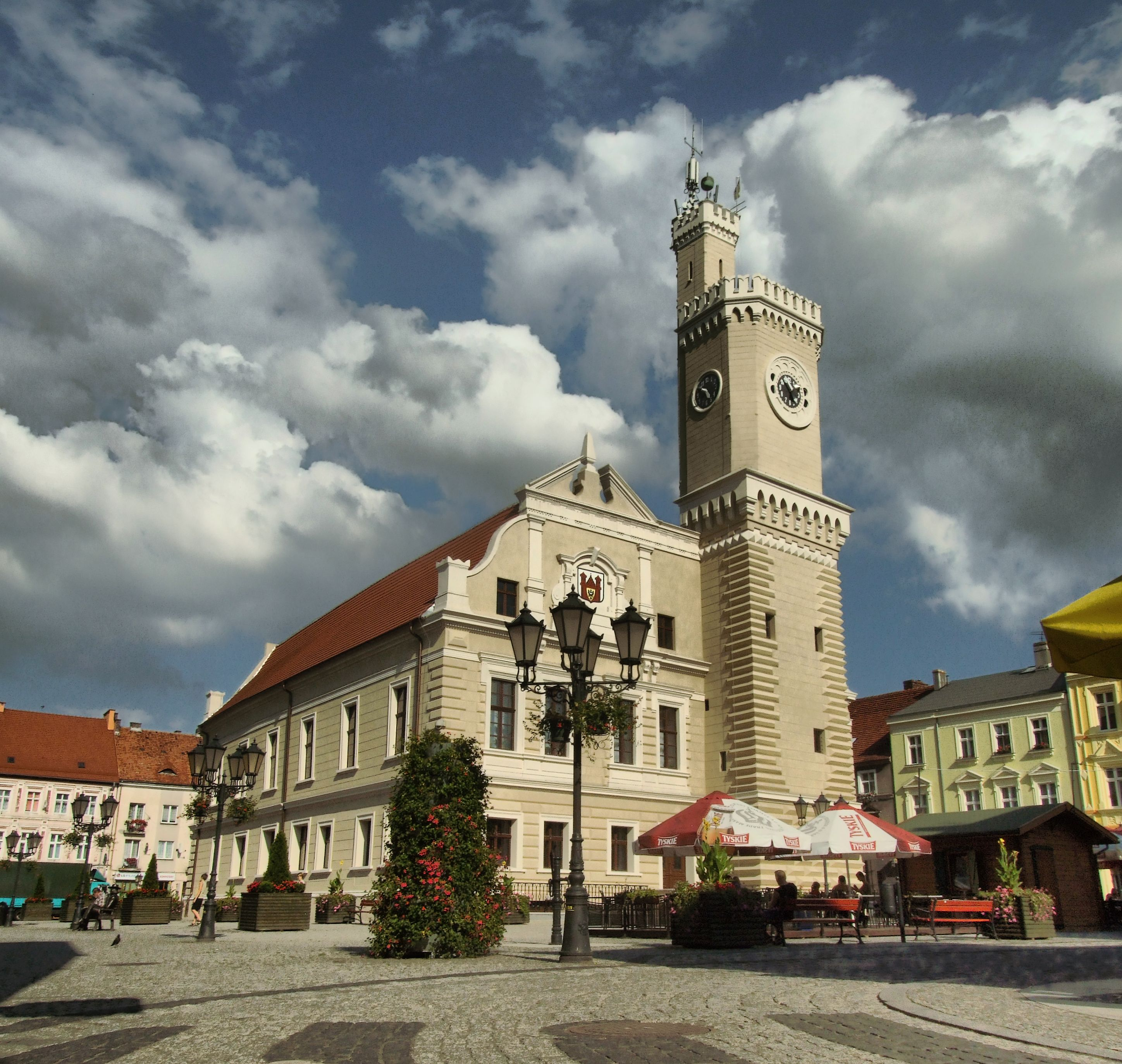
Stadhuis (Ratusz) van Świebodzin

Świebodzin (Duits: Schwiebus) is een stad in het Poolse woiwodschap Lubusz, gelegen in de powiat Świebodziński. De oppervlakte bedraagt 10,54 km², het inwonertal 21.757 (2005).

## Verkeer en vervoer
- Station Świebodzin

## Geografie
Świebodzin ligt in het zuidoosten van het Woiwodschap Lubusz op ongeveer 70 kilometer ten oosten van Frankfurt (Oder) en 40 kilometer ten noorden van Zielona Góra (Grünberg) langs de spoorlijn van Berlijn naar Warschau. In Świebodzin kruisen de autowegen 2 (van Frankfurt (Oder) naar Poznań en 3 (van Stettin naar Zielona Góra). Ten westen van de stad ligt de Reppiner Heide. Verder liggen er enkele kleine meren in de omgeving. Tot 1945 behoorde Schwiebus tot Brandenburg in Duitsland. Tussen 1945 en 1948 werden de Duitse inwoners gedeporteerd naar de westelijke bezettingszones van Duitsland. Tot 1795 en tussen 1919 en 1939 verliep de Duits-Poolse grens een tiental kilometers ten oosten van Schwiebus.

## Geboren
- Martin Agricola (6 januari 1486), Brandenburgse componist
- Christoph Kaldenbach (11 augustus 1613), dichter en componist
- Selli Engler (27 september 1899), lesbische activiste en schrijfster
- Ruth Roellig (14 december 1878), schrijfster
- Piotr Rysiukiewicz (14 juli 1974), sprinter

## Gemeente
Tot de gemeente Świebodzin behoren 25 dorpen, te weten:
- Chociule
- Gościkowo
- Jordanowo
- Rzeczyca
- Wilkowo
- Borów
- Glińsk
- Grodziszcze
- Jeziory
- Kępsko
- Kupienino
- Lubinicko
- Lubogóra
- Ługów
- Nowy Dworek
- Osogóra
- Podlesie
- Raków
- Rosin
- Rozłogi
- Rudgerzowice
- Rusinów
- Witosław
- Świebodzin
- Wityń

## Bezienswaardigheden
Het stadhuis werd omstreeks 1550 in Renaissancestijl gebouwd, en met laatgotische elementen versierd. In de 19e eeuw werd de markante toren bijgebouwd.
In het najaar van 2010 werd op initiatief van een lokale pastoor begonnen met de bouw van een groot standbeeld van Jezus Christus. Het werd op 21 november 2010 ingewijd door de Poolse bisschop Stefan Regmunt.